# Путевой обходчик (фильм)
«Путевой обходчик» — российский фильм ужасов, вышедший на экраны 13 сентября 2007 года.

## Сюжет
Трое грабителей — Гром, Иркут и Костя — совершают налёт на банк, имея идеальный план отхода через заброшенные тоннели московского метро. Но ограбление вскоре выходит из-под контроля преступников: налётчики вынуждены взять заложников (милиционера и двух девушек-сотрудниц банка) и с ними спуститься в заброшенные тоннели‚ чтобы скрыться от милиции.
Грабители заранее договорились с диггером Шплинтом, который обещал вывести их наружу вдали от места ограбления. Он должен был ждать их в месте, обозначенном на специальной карте, которую дал Грому (выход там не показан). По пути к месту встречи Костя вспоминает байку о пострадавших при аварии на Чернобыльской АЭС, мол, их исследовали, заперев в туннелях Метро-2, пока один не поубивал врачей и не сбежал.
Затем, остановившись на отдых, грабители слышат истошные человеческие вопли в туннеле, а затем обнаруживают Шплинта, еле живого и с вырванными глазами. Он умирает у них на руках.
Тем временем Путевой Обходчик, оказавшийся вполне реальным, находит серёжку, потерянную одной из заложниц, понимает, что в его владениях есть ещё кто-то, кроме убитого диггера, и начинает преследовать нарушителей. В ходе преследования погибают почти все, кроме Грома и одной из девушек — Кати, страдающей острым приступом «стокгольмского синдрома»; вдвоём им удаётся поджечь маньяка‚ прорваться на поверхность и найти заранее приготовленный сообщником грабителей мотоцикл, на котором они и уезжают в обнимку. Конец фильма показывает начальную сцену договора Шплинта и Кости, где за ними наблюдал человек, который оказался Путевым Обходчиком. В сцене после титров показано, что, несмотря на поджог, маньяк выжил и продолжил обход тоннелей.

## В ролях
| Актёр                 | Роль      |
| --------------------- | --------- |
| Игорь Шавлак          | полковник |
| Дмитрий Орлов         | Гром      |
| Олег Каменщиков       | Иркут     |
| Томас Моцкус          | Костя     |
| Светлана Меткина      | Катя      |
| Юлия Михайлова        | Ольга     |
| Александр Высоковский | Пахомов   |
| Олег Морозов          | Шплинт    |
| Алексей Дмитриев      | Обходчик  |

## Новеллизация
Сценарист фильма Валерий Кречетов написал по мотивам первого варианта сценария одноимённую книгу. Её сюжет отличается от кинофильма, поскольку Павел Руминов, второй режиссёр картины, кардинально изменил некоторые сюжетные повороты.

## Восприятие
В 2009 году «Путевой обходчик» в компании ряда картин номинировался на премию «Сатурн» в категории «Лучший DVD-сборник».
Кинокритик Film.ru Дарья Серебреная оценила фильм на 4 балла из 10. По её мнению, «сюжет не очень изобретательный — организованная группа идиотов грабит банк, но, испугавшись случайного патруля, бежит с заложниками через метрополитен. Заложников трое — две истерички и стареющий милиционер-мизантроп». Джастин Феликс из DVD Talk счёл фильм довольно стандартным слэшером и заявил, что тот недостаточно запоминающийся, чтобы его можно было пересматривать.